# 乳酸マグネシウム
乳酸マグネシウム(Magnesium lactate)は、乳酸のマグネシウム塩である。

## サプリメント
乳酸マグネシウムは、低マグネシウム血症を予防及び治療するミネラルのサプリメントとして用いられる。
妊娠中の脚のこむら返りを治療する効果もあるとされている。

## 食品添加物
食品添加物としては、E329のE番号を持ち、PH調整剤として食物や飲物に用いられる。